# 麦格理港
麦格理港（英文：Macquarie Harbour）是位于澳大利亚塔斯马尼亚州西海岸地区的一个浅水港。它的面积约为315平方公里，平均深度为15米，较深的地方可达50米。该港口是为了纪念苏格兰少将拉克兰·麦格里而命名的，他是新南威尔士州的第五任殖民地总督。探险家詹姆斯·凯利于1815年12月28日发现了这个港湾，并将它写在他的航海日志《第一次发现戴维港和麦格理港》中。
西海岸的两条河流国王河和戈登河都流入麦格里港。麦格里港的狭窄入口有危险的潮汐流，因而被称为地狱之门（塔斯马尼亚州）。港湾外的入口区域被称为”麦格里之头“，最西边的地方是索雷尔角。通过河流涌入海港的大量淡水，加上狭窄的出口，导致了气压潮。当海港周围的山脉有雨时，潮汐上升，当大气压力逆转，导致雨水减少时，潮汐下降。
麦格里港的第一个定居点在萨拉岛，这是港口中的一个小岛，由于该岛与世隔绝，气候极端恶劣，因此被用作监狱，关押来自塔斯马尼亚等地的重犯。之后麦格里港的海岸又开发了斯特拉汉小港口，以作为附近的采矿工的定居点，主要是皇后镇（塔斯马尼亚）。另一个港口是在凯利盆地的海港东南部，与皮林格城镇一起开发的。
麦格里港以三文鱼养殖业闻名。最早的养殖场于1980年代初期建立，之后的三十年间，三文鱼养殖业不断扩大。但是随着三文鱼养殖业的扩大以及麦格里港的工业发展，养殖海域的区域发生了缺氧现象，从而导致了三文鱼大批死亡的环境污染问题。
麦格里港也是澳大利亚西海岸的一个重要旅游观光地点。其中“地狱之门”和“麦格理之头”是一个观光看点，附近有直升飞机停机坪，连接港区与塔斯马尼亚州的空中交通。